# Vallecalda
 'Vallecalda' es un cultivar de higuera de tipo higo común Ficus carica bífera , de higos color azul oscuro a negro. Se cultiva principalmente en huertos y jardines particulares del interior de Francia (Alta Saboya) y en la región de Liguria en Italia.

## Sinonimia
- „ValleCalda di Borgofornari“.[4][5]
- „Nero“,

## Historia
Esta higuera fue descubierta en los Apeninos (Italia), en un lugar llamado Vallecalda di Borgofornari, a 550 metros sobre el nivel del mar. El lugar es famoso por sus inviernos fríos, pero aun así, las brevas maduran satisfactoriamente, mientras que los muchos higos de otoño generalmente no maduran.

## Características
'Vallecalda' es una higuera del tipo higo común bífera, variedad autofértil que no necesita otras higueras para ser polinizada. Alcanza dimensiones importantes en su entorno original. Tiene hojas muy incisas de 5 lóbulos y una fuerte tendencia a la succión. Esta higuera tiene una excelente resistencia al frío.
La producción de brevas es promedio, pero las frutas se resisten muy bien a los cambios bruscos de temperatura y no se caen. Tienen forma piriforme con color de piel azul oscuro a negro. La pulpa de la fruta es dulce, se derrite, es fragante y muy agradable en el paladar. La epidermis es bastante fina y dulce. Esta es una fruta excelente y dulce de sabor.
Los higos de otoño usualmente no maduran en su lugar de origen, pero en la Alta Saboya, a altitudes más bajas (alrededor de 440 metros), generalmente maduran. Son más pequeñas que las brevas, pero son más numerosas y tienen la distinción de tener una excelente resistencia a la intemperie. El ostiolo permanece cerrado a pesar de las lluvias de otoño por lo que se evita el agriado. La fruta no debe recogerse excesivamente madura porque su epidermis es gruesa, se endurece al madurar, lo que degrada las cualidades gustativas de la boca.

## Cultivo
Vallecalda se adapta particularmente a las regiones frías, incluso en una situación desfavorable, debido a su resistencia natural al frío y sus excelentes frutos. Muy cultivada en huertos y jardines particulares de Alta Saboya en Francia y en Liguria (Italia).
La higuera crece bien en suelos secos, fértiles y ligeramente calcáreos, en regiones cálidas y soleadas. La higuera no es muy exigente y se adapta a cualquier tipo de suelo, pero su crecimiento es óptimo en suelos livianos, más bien arenosos, profundos y fértiles. Aunque prefiere los suelos calcáreos, se adapta muy bien en suelos ácidos. Teme el exceso de humedad y la falta de agua. En estos 2 casos, se producirá el amarilleamiento de las hojas.
La higuera necesita sol y calor. Es un árbol muy resistente al frío (hasta -17 °C). Por debajo de -17 °C, la parte aérea puede ser destruida. En la primavera aparecerán brotes vigorosos (y fruta) si el pie ha sido protegido contra las fuertes heladas mediante un grueso acolchamiento de restos vegetales.